# Cyardium castelnaudii
Cyardium castelnaudii es una especie de escarabajo longicornio del género Cyardium, tribu, Pteropliini, subfamilia, Lamiinae. Fue descrita por Thomson en 1864.

## Descripción
Mide 12 mm de longitud.

## Distribución
Se distribuye por Asia: Indonesia y Malasia.